# 三津谷葉子
三津谷 葉子（みつや ようこ、1984年11月8日 - ）は、日本のタレント・女優。
東京都生まれ・埼玉県新座市出身。身長166cm・血液型O型。株式会社ピンナップスアーティスト所属。

## 来歴
東京で生まれ、その後、埼玉県新座市に引っ越す。小学1年生からバレエを始め、子供のころはバレリーナを目指していた。
小学6年生の時、ホリプロタレントスカウトキャラバンに応募し、優秀賞受賞。写真集『BABY KISS』でデビューする。同時期デビューは深田恭子、酒井彩名などがいる。この時点では女優を目指していたが、ローティーンらしからぬバストの持ち主であることが分かるとグラビア・写真集・ビデオの仕事が増え、15歳の時にVisual Queen of the Year2000に選ばれる。
18歳、19歳ごろから吹っ切れたように大胆な下着やキャミソール姿を披露するようになり、「60歳までグラビアをやる」と意欲的な発言をするようになる。20歳を超えてから、ドラマ、映画出演ではキスシーンやベッドシーンなども多くこなしている。
一方では『69〜Sixty Nine』、『劇場版 仮面ライダー剣 MISSING ACE』などの劇場用映画作品や舞台にも出演するようになり、2006年公開の『東京大学物語』で初の映画主演を果たした。さらに同年秋、テレビでもローカル枠ながら連続ドラマ『桜2号』で主役（人間とアンドロイドの2役）を演じている。
2019年5月をもってホリ・エージェンシーを退社。同年8月からはピンナップスアーティストに所属している。

## 人物
水着の仕事ばかりで女優へのシフトが遅々として進まないことから事務所と軋轢が生じ、一時期は引退を考えてスターバックスへ履歴書を送ったこともある。しかし、面接の結果、不採用になったことから芸能活動について考え直した。そのスターバックスのアルバイトに採用されていたら芸能界をやめていただろうと振り返っている。

## 出演

### テレビドラマ
- P.S.元気です、俊平 第7話・第8話（1999年8月5日・12日、TBS） - 久野布由子 役
- エコエコアザラク〜眼〜 （2004年、テレビ東京） - 須田薫 役
- 仮面ライダーシリーズ
  - 仮面ライダー剣 第28 - 31話（2004年、テレビ朝日） - 三輪夏美 役[2]
  - 仮面ライダーディケイド（2009年、テレビ朝日） - 三輪春香 役
- ヤ・ク・ソ・ク（2005年6月24日 - 、毎日放送制作、TBS系） - 井手志保 役
- 花より男子 第7話（2005年12月2日、TBS） - 美佳 役
- 弁護士のくず 第2話（2006年4月20日、TBS） - 古沢真琴 役
- 劇団演技者。「インテリジェンス」（2006年6月27日 - 7月25日、フジテレビ） - 新人・モモちゃん 役
- PS羅生門-警視庁東部署- 第3話（2006年7月19日、テレビ朝日） - 海老名ともみ 役
- 結婚できない男 第9話（2006年8月29日、関西テレビ制作、フジテレビ系） - 長沢由紀 役
- 桜2号（2006年10月28日 - 12月16日、ABCほか） - 主演・藤崎さくら / 桜2号 役
- 帰ってきた時効警察 第3話（2007年4月27日、テレビ朝日） - 蘭 役
- 死ぬかと思った Case6「侵入」（2007年5月12日、日本テレビ）
- 月曜ゴールデン（TBS）
  - 占い師みすず2〜事件は運命の彼方に（2007年5月21日） - 合田里美 役
  - 赤かぶ検事奮戦記2 悪女の証言（2010年10月18日） - 小島みゆき 役
  - 湯けむりバスツアー 桜庭さやかの事件簿4（2012年2月6日） - 津久井玲子 役
  - 緑川警部シリーズ4・緑川警部 VS 33分の勇気（2012年12月17日） - 速水千夏 役
- 土曜ワイド劇場（テレビ朝日）
  - 西村京太郎トラベルミステリー48（2007年5月26日） - 加藤敬子 役
  - 法医学教室の事件ファイル33（2011年6月11日）
  - 再捜査刑事・片岡悠介3（2012年3月24日） - 兵藤瑠璃子 役
  - 司法教官・穂高美子2（2012年9月1日） - 北原香織 役
  - 西村京太郎トラベルミステリー59（2013年1月5日） - 村上陽子 役
  - ミステリー作家六波羅一輝の推理3（2013年9月14日） - 喜屋武まりね 役
  - 棟居刑事の『夜の虹』7（2014年2月8日） - 黒瀬七波 役
  - 西村京太郎サスペンス　鉄道捜査官14（2014年5月3日） - 石川宏美 役
  - 人類学者・岬久美子の殺人鑑定5（2014年11月8日） - 最上まゆみ 役
  - 私は代行屋!3 事件推理請負人（2014年11月15日） - 雪奈 役
  - 法医学教室の事件ファイル41 （2015年11月28日） - 町田美穂役
  - 検事・朝日奈耀子18（2016年11月12日） - 木島春香 役
- 肩ごしの恋人 第1 - 6話（2007年7月5日 - 8月9日、TBS） - 山下エリ 役
- 黒い太陽'07スペシャル（2007年9月21日、テレビ朝日） - リエ 役
- 京都地検の女第4シリーズ（2007年10月25日 - 12月20日、テレビ朝日） - 柿口可久子 役
- ケータイ捜査官7（2008年4月2日 - 2009年3月18日、テレビ東京） - 麻野瞳子 役
- ギラギラ（2008年、テレビ朝日） - 京香 役
- 正月時代劇SP 陽炎の辻〜居眠り磐音 江戸双紙〜 「夢の通い路」（2009年1月3日、NHK） - おはつ 役
- リセット 第7話（2009年2月26日、読売テレビ） - 白井美咲 役
- 水戸黄門 第40部 第1話 - 第3話（2009年7月27日 - 8月10日、TBS） - お千代 役
- 科捜研の女「もう一人の容疑者！呪われた映画の秘密」 第8話（2009年8月27日、テレビ朝日） - 時任由美 役
- 25分 私が初めて創ったドラマ「5Q」（2009年12月22日、NHK BShi）
- 853〜刑事・加茂伸之介 第2話（2010年1月21日、テレビ朝日） - 麻生ゆかり 役
- 隠密八百八町 第5話・6話（2011年2月5日・12日、NHK） - お美根の方 役
- 四つ葉神社ウラ稼業 失恋保険〜告らせ屋〜 第8話（2011年5月26日、読売テレビ） - 北村真理 役
- 新・警視庁捜査一課9係 season3（第6シリーズ） 第2話（2011年7月13日、テレビ朝日） - 木村麻衣 役
- 名探偵コナン 工藤新一への挑戦状 第6話（2011年8月11日、読売テレビ） - 桜井響子 役
- 水曜ミステリー9（テレビ東京）
  - 刑事吉永誠一 涙の事件簿8（2011年10月12日） - 新海由美 役
  - 多摩南署たたき上げ刑事・近松丙吉9（2012年1月25日） - 久木眉美 役
  - 西村京太郎サスペンス トラベルライター青木亜木子（2013年2月20日） - 島崎ユカ 役
  - 浅草下町通交番 子連れ巡査の捜査日誌（2013年7月24日） - 北見麻里子 役
  - マトリの女 厚生労働省 麻薬取締官（2014年2月19日） - 宮坂のぞみ 役
  - 残り火（2014年10月29日） - 香月由紀菜 役
  - 警視庁強行犯 樋口顕（2015年2月25日） - 南田麻里 役
- 秘密諜報員 エリカ 第4話（2011年10月27日、読売テレビ） - 吉川由香 役
- デカ 黒川鈴木 第9話（2012年3月1日、読売テレビ） - 一条みかげ 役
- 必殺仕事人2013（2013年2月17日、ABC制作、テレビ朝日系） - おみつ 役
- タンクトップファイター（2013年4月25日 - 6月20日、毎日放送制作、TBS系） - 稲見麗 役
- 殺しの女王蜂 第2話（2013年10月11日、テレビ東京） - サチ 役
- 雲霧仁左衛門 第5・6話（2013年11月1日・8日、NHK BSプレミアム） - おきね 役
- 相棒 Season12 第9話「かもめが死んだ日」（2013年12月11日、テレビ朝日） - 小西皆子 役
- 科捜研の女 クリスマススペシャル（スペシャル4）（2013年12月25日、テレビ朝日） - 岩井穂乃香 役
- TEAM -警視庁特別犯罪捜査本部- 第1話（2014年4月16日、テレビ朝日） - 越坂奈月 役
- ラスト・ドクター〜監察医アキタの検死報告〜 最終話（2014年9月12日、テレビ東京） - 加藤由紀 役
- フィッシャーマンズ・ブルース 第3話「サクラダイのひみつ」（2014年12月27日、テレビ朝日） - 大吾さくら 役
- 京都人情捜査ファイル 第1話（2015年4月30日、テレビ朝日） - 香山瑠未 役
- 神谷玄次郎捕物控2 最終話（2015年5月22日、NHK BSプレミアム） - おたき 役
- 警視庁・捜査一課長 第10話（2016年6月16日、テレビ朝日） - 川瀬千佳 役
- アイドル×戦士 ミラクルちゅーんず!(2017年4月2日 - 2018年3月25日、テレビ東京） -  一ノ瀬ミキ 役
- 金曜ナイトドラマ（テレビ朝日）
  - ホリデイラブ（2018年1月26日 - 3月16日） - 橘亜沙美 役
  - リエゾン -こどものこころ診療所- 第7話・最終話（2023年3月3日・10日） - 丸山真那子 役
- 連続ドラマJ「噂の女」（2018年4月28日、BSジャパン） - 秋山早紀 役
- 日曜プライム 全身刑事（2020年2月2日、テレビ朝日） - 円城萌恵 役
- 特捜9 season4 第12話（2021年6月23日、テレビ朝日） - 古賀優子 役
- 田園ボーイズ（2021年1月、UHF独立局共同） - みどり 役
- 今野敏サスペンス（テレビ東京）
  - 警視庁臨海署安積班（2021年2月8日）- 久保田泉美 役
  - 機捜235×強行犯係 樋口顕 第4話（2023年2月17日） - 大山田舞子 役
- パンドラの果実〜科学犯罪捜査ファイル〜 Season1 第2話 -（2022年4月30日 - 、日本テレビ） - 柴山美佳 役[3]
- ラストマン-全盲の捜査官- 最終話（2023年6月25日、TBS） - 「鶴之井」の女将 役
- DIY!! -どぅー・いっと・ゆあせるふ-（2023年7月5日 - 8月30日、MBS・TBS） - 法華津治子 役[4]

### バラエティ番組
- ろみひー（中京テレビ制作、日本テレビ系）
- たかじん胸いっぱい（関西テレビ）※準レギュラー
- ウッチャンナンチャンのウリナリ!!（日本テレビ系）
  - 女子柔道部
  - 新芸能人社交ダンス部「超星舞団」
  - カラーガード部（'02グラチャンバレーボール開会式オープニングアクト）
- ロンブー龍 ※準レギュラー
- アンニョンハシムニカ・ハングル講座（NHK） ※2003年度レギュラー
- ビーバップ!ハイヒール（ABC）※準レギュラー
- 南パラZ!（関西テレビ）※準レギュラー
- 痛快!エブリデイ（関西テレビ）※水曜日「旅する!水曜日」レギュラー
- 痛快TVスカッとジャパン （2017年11月6日、フジテレビ）「上書きマウンティング女」

### ラジオ番組
- 人生ゲーム40周年プレゼンツ 八嶋智人と三津谷葉子の「こんな人だと思わなかった…」（TBSラジオ）

### 映画
- Seventh Anniversary（2003年11月22日、スープレックス / リベロ） - サヤカ 役
- 69 sixty nine（2004年7月10日、東映） - 佐藤ユミ（アン・マーグレット）役
- TOKYO NOIR「Girl's Life」（2004年9月25日、ケイエスエス / 日本出版販売）
- 劇場版 仮面ライダー剣 MISSING ACE（2004年9月11日、東映） - 三輪夏美 役
- 太陽（2005年） - 主演
- Jam Films S「スーツ -suit-」（2005年1月15日、ファントム・フィルム）
- 稲川淳二のあなたの隣の怖い話「二階の倉庫」（2005年2月26日） - 主演
- 楳図かずお 恐怖劇場 プレゼント（2005年7月2日、松竹） - 高橋カナエ 役
- グロヅカ（2005年10月22日、アドギア） - マキ 役
- 東京大学物語（2006年2月25日、SUPLEX / エム・エフボックス） - 主演・水野遥 役
- クール・ディメンション（2006年7月1日、「クール・ディメンション」フィルム・パートナーズ） - 主演・浅倉詩織役
- 紀子の食卓（2006年9月23日、アルゴ・ピクチャーズ） - みかん 役
- 素敵な夜、ボクにください（2007年2月24日、エスピーオー / プログレッシブ・ピクチャーズ） - 井上ミキ 役
- 約束の地に咲く花（2007年3月10日、MIRAI） - 主演・望 役
- ITバブルと寝た女たち（2007年6月9日、アートポート） - 主演・牧田碧 役
- サンシャイン デイズ 劇場版（2008年5月31日、ゼアリズエンタープライズ） - 金子詠美 役
- ひゃくはち（2008年8月9日、ファントム・フィルム） - 亜紀 役
- 明日やること ゴミ出し 愛想笑い 恋愛。（2010年8月1日、よしもとクリエイティブ・エージェンシー）
- 縁-enishi-（2011年5月8日、縁-enishi-製作委員会） - シオン 役
- 晴れのち晴れ、ときどき晴れ（2013年11月23日、ネイキッド）
- 愛の渦（2014年3月1日、クロックワークス） - OL 役
- 欲動（2014年11月22日、太秦） - 主演・ユリ 役
- 映画 妖怪ウォッチ 空飛ぶクジラとダブル世界の大冒険だニャン!（2016年12月17日、東宝） - ケータの母 役
- 黒い乙女Q（2019年5月31日、AMGエンタテインメント）[5]
- 黒い乙女A（2019年8月16日、AMGエンタテインメント）[5]
- 海の底からモナムール（2020年12月4日、アルミード） - カオリ 役
- 劇場版田園ボーイズ (2021年9月) - みどり 役
- 京都カマロ探偵 (2022年6月17日、マグネタイズ)　- 三奈不二子 役

### 舞台
- 「BOYS BE…ALIVE TRY AGAIN」（2000年4月、博品館劇場） - 日替わりゲスト
- 「さよならの贈り物」（2004年12月）
- 「日の丸レストラン（改）」（2005年9月） - 主演
- ストレイドッグ公演「心は孤独なアトム」（2010年1月、シアター代官山）
- オフィスインベーダープロデュース「100LIFE ワンハンドレッドライフ」（2010年4月23日 - 25日、前進座劇場）

### DVDドラマ
- 園子温ファンタ・ジア「ノーメモリーウーマン」（2003年） - 主演
- キャバギョ!〜キャバクラ嬢行政書士の事件簿〜（2007年1月17日、エイベックス・エンタテインメント） - 美香 役
- ドリフト SPECIAL〜Beauty Battle〜（2007年） - 香川亮子 役

### 配信
- クック・ミー・ソフトリー（2004年12月2日 - 、NET CINEMA.TV）
- サイバー犯罪事件簿3〜NET SPY〜（2007年3月20日 - 、POLICEチャンネル） - 主演
- 想いを、あなたに（2007年7月13日 - 、ドリマックス M DRIVE）
- メタル侍（2007年9月 - 、東映京都 / コロンビアミュージック）
- I LOVE YOU「透明ポーラーベア」（2013年7月18日 - 、UULA） - 芽衣子 役
- ANIMALS‐アニマルズ‐（2022年6月23日 - 、ABEMA） - 西門京香 役

### CM・広告
- カネボウホームプロダクツ ナイーブ
- JT 桃の天然水
- 日本マクドナルド ウィークスマイル / 平日半額
- オリンパス CAMEDIA 新聞広告
- ロッテ ACUO「クリスマス篇」（2007年）

### PV
- 遊助「いちょう」（2009年）

### 写真集
- Pure girl duo（1998年4月、ホリプロ、撮影：MasashigeOgata）ISBN 978-4594024796-奈良沙緒里とのコラボ
- Zinnia（1998年10月、英知出版、撮影：塚田和徳）ISBN 4754211987
- VACATION(WANI COMING UP COLLECTIONS)（1999年10月、ワニブックス、撮影：根本好伸）ISBN 4-8470-2549-0
- Dear（2000年11月、ワニブックス、撮影：西田幸樹）ISBN 4-8470-2587-3
- ミックスジュース(集英社ムック)（2001年8月、集英社）ISBN 978-4081020362-宮地真緒とのコラボ、史上最強YJ限定ユニット
- 思春記（2001年12月14日、集英社、撮影：上野勇）ISBN 4-08-780344-9
- mystery（2003年8月2日、竹書房、撮影：平地勲）ISBN 4-8124-1282-X
- ラブホMYLOVE(Bamboo Mook)（2004年1月、竹書房）ISBN 4-8124-1495-4
- すきんしっぷ(2004年4月、彩文館出版、撮影：斉木弘吉）ISBN 4-7756-0035-4
- on the way（2004年9月22日、ワニブックス、撮影：橋本雅司）ISBN 4-8470-2820-1
- 月刊 三津谷葉子(SHINCHO MOOK 65)（2005年1月、新潮社、撮影：藤代冥砂）ISBN 4-10-790137-8
- Y（2007年3月、ワニブックス、撮影：根本好伸）ISBN 4-8470-2999-2
- 27+3（2012年8月、ワニブックス、撮影：薮田修身）ISBN 978-4-8470-4477-9

### ビデオ・DVD
- Pure Girl 「Duo」 （1998年4月、ポニーキャニオン）
- ようこのくに （1999年4月、英知出版）
- mai-go （2000年2月、ポニーキャニオン）
- Final Beauty 三津谷葉子 （2000年6月、竹書房）
- Visual Queen of the Year2000〜SUMMER HOLIDAY （2000年7月、ポニーキャニオン）
- mixjuice （2001年8月、パイオニアLDC）
- Seventeen's Map （2001年12月、TDKコア）
- AQUATIC （2002年10月、ラインコミュニケーションズ）
- on the roof （2003年8月、ポニーキャニオン）
- Su・Ha・Da （2003年11月、フォーサイド・ドット・コム）
- キラキラ （2004年3月、イーネット・フロンティア）
- 夢色の風 〜葉月の想ひで〜 （2004年9月、GLAMORA HOUSE）
- 月刊 三津谷葉子 （2005年2月、イーネット・フロンティア）
- Only One Room （2005年5月、GPミュージアム）
- siesta （2005年7月、イーネット・フロンティア）
- サイバー犯罪事件簿III〜NET SPY〜（警察協会）
- メタル侍（コロムビアミュージックエンタテインメント） - おみつ 役